# Сверхразумные: Люди с другой планеты
«Сверхразумные: Люди с другой планеты» (англ. Hyper Sapien: People From Another Star) — американский научно-фантастический кинофильм для детей британского режиссёра Питера Ханта, повествующий о трёх пришельцах с планеты Taros, которые приземляются на Земле и заводят дружбу с сыном фермера из Вайоминга.

## Сюжет
Трое пришельцев на космическом челноке сбегают со своего корабля, оставшегося на орбите Луны. Робин (Пенни) — это женщина-инопланетянка, присматривающая за юной Тэви (Рози Марсель) и трёхруким, трёхглазым малышом Кирби, который питается бензином и горячими углями. Дирт (Голдин) — землянин-дружеская душа, который принимает троих пришельцев, но он попадает в неприятности, когда капитан космического корабля (Холахан) приземляется поблизости и начинает разыскивать троицу беглецов. Ещё больше осложнений возникает, когда на ранчо отца Дирта прибывает сенатор (Стрикленд) и местные полицейские подозревают капитана пришельцев в кровожадных намерениях в отношении политика.

## В ролях
| Актёр                                | Роль                                      |
| ------------------------------------ | ----------------------------------------- |
| Сидни Пенни                          | инопланетянка Робин                       |
| Рики Полл Голдин                     | Роберт Эдвард «Дерт» Макэлпин             |
| Кинан Уинн                           | Джаспер Макэлпин (дед Дерта)              |
| Рози Марсель                         | инопланетянка Тэви (младшая сестра Робин) |
| Дэннис Холахан                       | дядя Арик (капитан корабля инопланетян)   |
| Херша Паради                         | миссис Макэлпин (мать Дерта)              |
| Питер Джейсон                        | мистер Макэлпин (отец Дерта)              |
| Гейл Стрикленд                       | сенатор Мирна Кинг                        |
| Чак Шамата                           | полицейский Лес Паттерсон                 |
| Мэрилин Шреффлер                     | голос Кирби (озвучка)                     |
| Талия Шайр                           | доктор Тедра Розен                        |
| Арми Арчерд                          | телеведущий                               |
| Джереми Уилкинс                      | предводитель сверхразумных                |
| Роберт Кристи                        | Джо Мун                                   |
| Барри Оноди                          | патрульный                                |
| Джина Хехт                           | диктор теленовостей                       |
| Дэвид Джэкокс                        | молодой человек                           |
| Патрисия Бруксон                     | Си Джи Макэлпин                           |
| Джим Грэй                            | Тил                                       |
| Глэдис Тейлор                        | Люси                                      |
| Линда Элдер                          | Лит                                       |
| Дэвид Нил (в титрах: Дэвид Сиверцен) | Рисс                                      |
| Клариса Маккорд                      | официантка                                |
| Брюс Миллер                          | мужчина на барбекю                        |
| Джеми Кларк                          | Лео                                       |
| Джек Гот                             | Джим                                      |
| Род Джарвис                          | сотрудник службы безопасности             |
| Дэн Макдональд                       | сотрудник службы безопасности             |
| Рианнон Оуэнс                        | маленькая девочка                         |
| Кристи Бейкер                        | смазливая девушка                         |
| Макл Тейт                            | врач                                      |
| Грег Солем                           | медик                                     |
| Дэвид Лерини                         | интерн                                    |
| Морин Томас                          | гематолог                                 |
| Трейвор Хейден                       | детектив                                  |

## Выпуск фильма
В США фильм вышел в декабре 1986 года[уточнить]. В Австралии он был выпущен в прокат 21 мая 1987 года.
В других странах фильм также известен под названиями:
- В англоязычных: Hyper Sapien
- во Франции: Hyper Sapien — Les visiteurs de l’espace
- в Италии: Hyper sapien: gli extraterrestri ci guardano
- в Финляндии: Tulijat toiselta tähdeltä

## Дополнительные сведения
Теглайн: «Она была с другой звезды. Он ждал этой встречи всю свою жизнь. Они вместе почувствовали любовь в месте под названием Земля».